# De spookkrijgers
De spookkrijgers is het 242ste stripverhaal uit de reeks van De Rode Ridder. Het is geschreven door Claus Scholz en getekend door Claus Scholz. De eerste albumuitgave was in januari 2014.

## Het verhaal
Oude bekenden maken opnieuw hun opwachting, namelijk samoerai Yorimoto en zijn vader Kinugasa die in de albums 'Ninja!' en 'De Schemerzone' de antagonist uithing. 
De vader van Yorimoto, Kinugasa, zit nog steeds vast in de schemerzone. Met elke dag groeit zijn woede jegens zijn zoon en Demoniah die hier verantwoordelijk voor zijn. Met de hulp van enkele demonen lukt het hem eindelijk terug te keren naar de gewone wereld. Kinugasas wraak zal zoet zijn. Hij zal met een leger demonen Japan veroveren. Merlijn roept de hulp van de Rode Ridder in, die op zoek moet gaan naar Yorimoto om samen de wapens op te nemen tegen zijn vader.